# Нижняя Тимофеевская
 Нижняя Тимофеевская  — деревня в Афанасьевском районе Кировской области в составе Ичетовкинского сельского поселения.

## География
Расположена на расстоянии примерно 7 км на запад от райцентра поселка  Афанасьево.

## История
Известна с 1905 года как выселок По речке Кае, 5 дворов и 27 жителей, в 1926 починок Тимофеевский, хозяйств 3 и жителей 11, в 1950 (уже современное название) 46 и 184, в 1989 63 жителя .  

## Население
Постоянное население составляло 71 человек (русские 100%) в 2002 году, 52 в 2010.